# Vogel met klaprozen

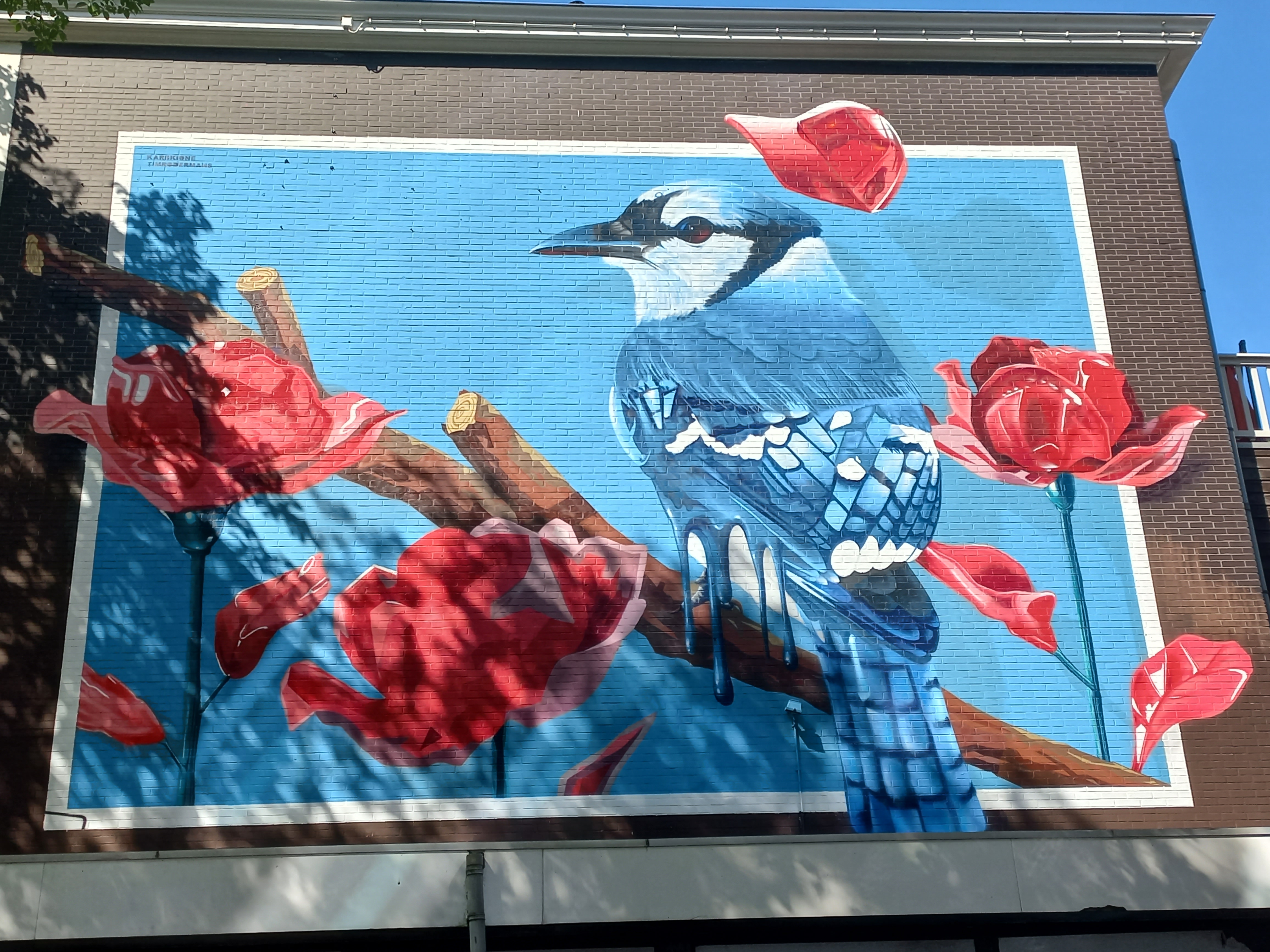
Vogel met klaprozen (foto juli 2025

Vogel met klaprozen is een muurschildering van Tim Rodermans en Karskione.

## Inleiding
Rodermans raakte in de 21e eeuw steeds bekender vanwege zijn grote muurschilderingen die de blinde gevels van gebouwen sieren. Daarbij kwamen nog eens muurschilderingen in tunnels om ze een veiliger uitstraling te geven. Rodermans wendt zich daarbij bijna steevast tot de natuur, met name vogels. Ook de Vogel met klaprozen valt in die categorie. Bijzonder aan deze schildering is dat het de derde muurschildering van Rodersmans is op deze plek. 

## Eerste muurschildering
In 2017 mocht hij samen met Jachya Freeth een muurschildering zetten op een blinde muur aan het Weesperplein 312, hoek Sarphatistraat. Het werk werd vlak onder de daklijst gesigneerd. Het was hun reactie op de toenemende nepprofielen op social media en datingsites (Hide your true nature); veel mensen doen zich daar anders voor dan ze in werkelijkheid zijn. Tevens was het een signaal, dat die mensen zich steeds meer gingen gedragen naar hun nepprofiel. Twee personen schuilen achter een masker met onderschrift 
Wear it long enough and even you will believe it’s you.

## Tweede Muurschildering
In 2021 werd er over deze muurschildering een nieuwe gezet. Het waren de tijden van de coronapandemie. In deze nieuwe muurschildering citeerden Rodermans en Karskione het kunstwerk Kissing Couple XXXL van Saske van der Eerden. Het origineel (een beeld) laat een stelletje zien dat aanstalten maakt om elkaar te zoenen. Daar bleef tijdens die pandemie alleen een herinnering aan over. Het paar stond op Rodermans’ afbeelding uit elkaar en droeg mondmaskers. De signatuur staat linksonder

## Derde Muurschildering
Nadat de negatieve gevoelens over de pandemie enigszins waren weggeëbt, bleef die muurschildering de mensen eraan herinneren.  Er moest een nieuwe komen en Rodermans en Karskione gingen in 2024 opnieuw aan de slag. In tegenstelling tot alle onvrijheden onder corona beeldden zij nu een vogel op een tak tussen klaprozen af. De vogel staat voor (hernieuwde) vrijheid. De kunstenaars gaven tevens aan dat de vogel in het algemeen (en vrijheid) langzaam lijken te verdwijnen. Het verendek sluit af met wegdruppelende verf. De ondertekening staat nu linksboven. In ongeveer dezelfde periode zette hij even verderop in de Sarphatistraat zijn Urban jungle, ook huizenhoog.

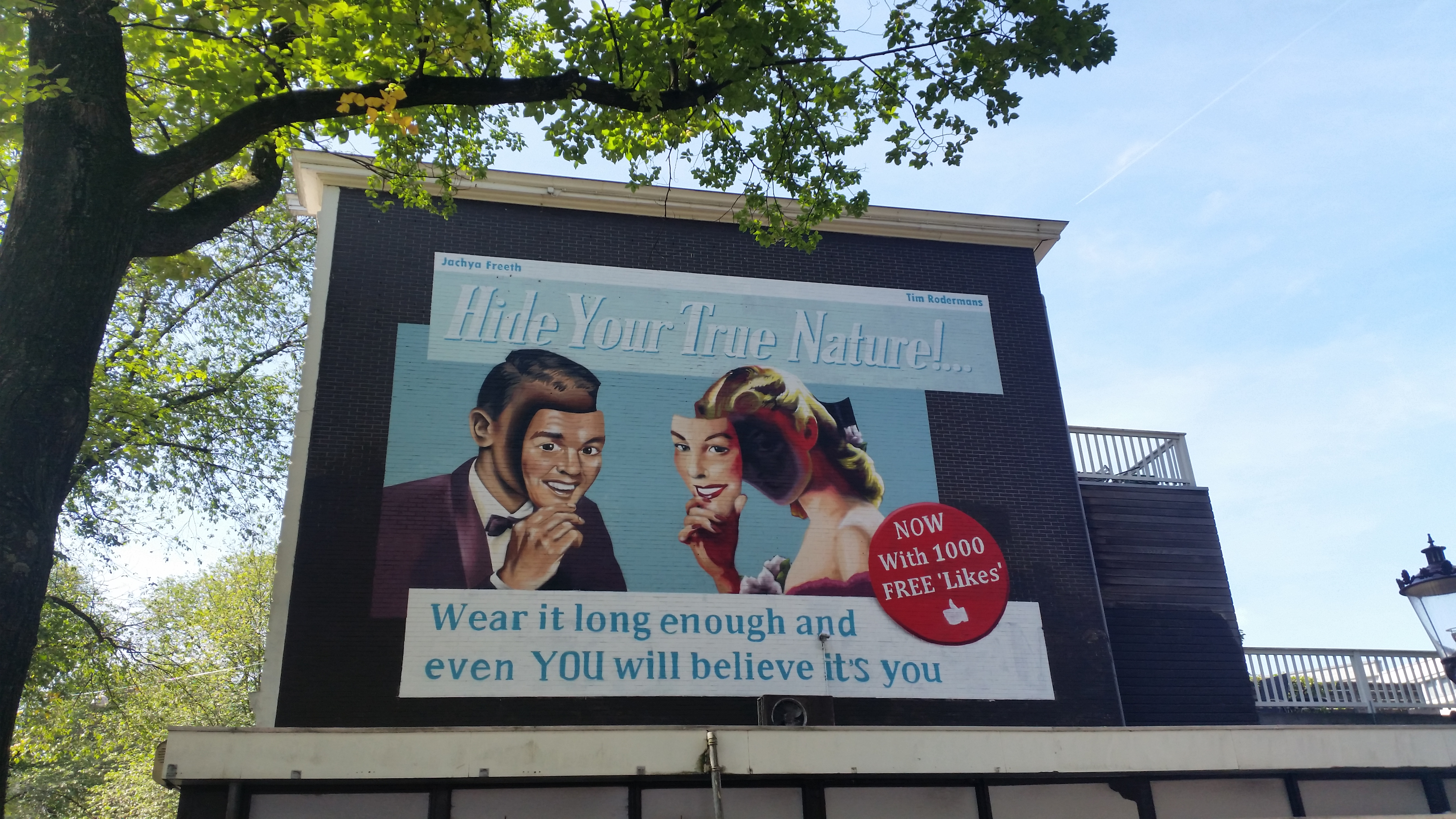
Eerste muurschildering (foto 2019)

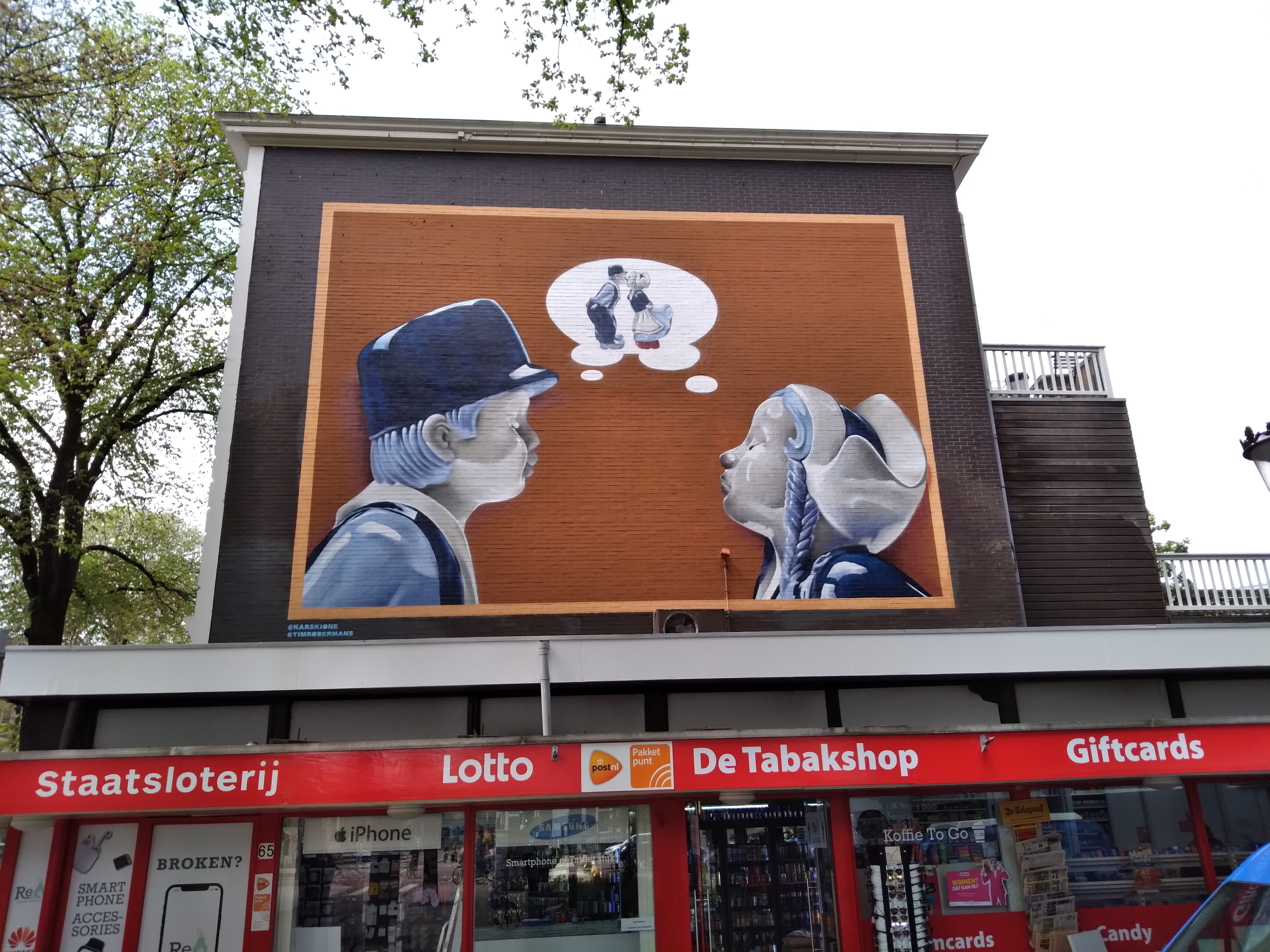
Kissing couple (foto 2021)